# Миккели (губерния)
Ляни (губерния) Миккели (фин. Mikkelin lääni; швед. S:t Michels län) — административно-территориальная единица, существовавшая в 1831—1997 годах. Административный центр — город Миккели.
Была основана в 1831 году в составе Великого княжества Финляндского (Российская империя) как Хейнолаская губерния, по названию первоначального административного центра — деревни Хейнола (город с 1839 года), представляя собой большую часть Кюмменегордской губернии и юго-западную часть Саволакс-Карельской губернии, существовавших в 1809—1831 годах. В 1843 году столица была перенесена в Санкт-Михель (название города Миккели во времена Российской империи), в связи с чем губерния стала Санкт-Михельской. В 1917 году, после провозглашения независимости Финляндии, губерния вошла в её состав и стала именоваться ляни Миккели. В 1960 году из части Миккели была создана новая губерния — Центральная Финляндия.
Миккели просуществовала до реформы 1997 года, когда вместе с губерниями Куопио и Северная Карелия была объединена в новую губернию Восточная Финляндия.

## География
Занимает внутреннюю часть Финляндии и граничит на севере и северо-востоке с Куопиоской губернией, на юго-востоке и юге с Выборгской, на западе и юго-западе с Нюландской и Тавастгусской и на северо-западе с Вазаской. Пространство с озёрами 22 840 км², без озёр — 17 275 км², или 15 177,8 вёрст² (6,11 % всей Финляндии). Санкт-Михельская губерния занимает восточную часть области Тавастланд и среднюю области Саволакс. С севера на юг её пересекает гряда озов и холмов, называемая Савонселькэ. По юго-восточной и юго-западной окраине губернии проходит гряда, называемая Малая Сальпаусселькэ. Савонселькэ служит водоразделом между бассейнами озера Пэйэнне на западе и озером Оривеси из системы озёр Саймы на востоке. Местами водораздел этот очень узок.
Поверхность губернии очень неровная и большая часть её покрыта холмами и озами. На западе возвышенности достигают 180—240 м. Южная часть губернии занята гнейсогранитами. Почва песчаная и каменистая. В части губернии к востоку от Савонселькэ множество песчаных озов тянется в общем направлении с северо-запада на юго-восток, образуя во многих местах как бы узкие мосты между озёрами. Некоторые из них известны прекрасными видами (например, Пункахарью). Между озами тянутся местами гряды холмов. Множество озёр, которые занимают более ¼ всей поверхности; наиболее значительный: Пэйэнне, Пуулавоси и входящие в систему озёр Саймы Хаукивеси, Оривеси, Пуривеси, Коконселькэ и др. Системы озёр служат здесь важным средством сообщения. Торфяники и болота занимали в 1869 году 18,1 % всей поверхности губернии, но с тех пор количество их уменьшилось вследствие возделывания. Из минеральных богатств здесь имеется озерная железная руда. Климат весьма суровый.

## Население
Жители принадлежат по большей части к карельской ветви финнов. К 1897 году жителей было 185 689 (мужчин 91 952, женщин 93 737). Финны составляют 99,1 %, шведы — 0,9 %. В городах жителей было 5957, в сельских общинах 179 732. На 1 версту² приходится 12,2 жителя; из губерний Финляндии реже населены только Куопиоская (9,2) и Улеаборгская (1,9 жителя на версту²).
Санкт-Михельская губерния делится на 4 уезда (Санкт-Михельский, Хейноласский, Иоккасский и Рантасальмисский) и 21 ленсманский округ. Лютеранских приходов 29 (из них 3 в городах), православных 1. Города: Санкт-Михель, Нейшлот (1688 жителя) и Хейнола (1414 жителя); 636 деревень. Кроме городов, важнейшие пункты: Пункахарью (Punkaharju) — казённый парк на острове между озёрами Пурувеси и Пихлаявеси, известный прекрасным видом; Кангассаари, с стеклянным заводом; Орави, с железным заводом.
К началу 1905 года 191 717 жителей, из них говорящих по-фински — 189 460, остальные шведы и других национальностей. В 3 городах 8321 жителя: в Санкт-Михеле — 3933, Нейшлоте — 2687, Хейноле — 1701.

## Сельское хозяйство
Хлебопашеством жители занимаются, возделывая болота и выжигая вырубленные участки леса. Возделанная земля в 1885 году составляла 4,28 % всей поверхности. Земледелие стоит на весьма низком уровне, урожаи — из самых низких во всей Финляндии. Из 2 284 000 гектаров земли в 1896 году принадлежали казне 77 159, дворянам 40 356, пасторским усадьбам 29 287, нефинляндским гражданам 327, остальным владельцам (крестьянам) 2 136 871. Землевладельцев было 8961; из них владело участками более 100 гектаров 421, от 25 до 100 гектаров — 1533, от 5 до 25 гектаров — 5076, менее 5 гектаров — 1931. Арендаторов 6305.
Ржи обыкновенно собирают более того количества, какое необходимо для местного населения. В Саволакской (восточной) части губернии возделывается гречиха. В 1896 году было посеяно: ржи 73 486 гектолитров, овса 105 800, ячменя 26 149, смешанного посева 11 031, пшеницы 245, гречихи 254, гороха и бобов 1879, картофеля 90 445. Собрано: ржи 518 131, овса 512 676, ячменя 142 496, смешанных хлебов 60 104, пшеницы 1362, гречихи 1915, гороха и бобов 11 853, картофеля 510 475, репы и других корнеплодных 50 531 гектолитров; льна 121 305 кг, конопли 167 204 кг.
В 1896 году лошадей было 21 539, жеребят 3429, быков и волов 9173, коров 102 835, молодого скота 33 729, овец 72 040, свиней 36 529, коз 829, домашней птицы 25 591 штук.
Лесной промысел значителен; в 1896 году лесопилен было 21, в том числе паровых 9, водяных 12, с 836 рабочими и производством на 969 835 марок.
В озёрах ловятся преимущественно ряпушка и сиги, а в Сайме — также сёмга и тюлени.

## Промышленность
Железной руды добыто в 1897 году 8751 тысяч кг; из неё приготовлено 2002 тысяч кг чугуна.
Фабрик и заводов в 1896 году было в городах 167, с 607 рабочими и производством на 1 378 082 марок, в сельских обществах — 336, с 1568 рабочими и производством на 3 687 993 марок, а всего 503, с 2175 рабочими и производством на 5 066 075 марок.
Литейных и металлических заводов было 55, с производством на 748 250 марок, по обработке камня 8, на 75 580, химических 13, на 73 509, кожевенных 82, на 882 744, писчебумажных 2, на 18 120, деревянных, каучуковых и т. п. изделий 38, на 2 531 468, строительных 21, на 49 207, пивоваренных 5, на 97 900, водочных 3, на 186 329, спиртовых 2, на 74 298, пищевых продуктов 227, на 162 717, платья 42, на 147 338, графических 5, на 34 927 марок.
Паровых машин было всего 30, в 355 сил.

## Торговля
Торговля довольно значительна. Предметы вывоза: лошади, пенька, дрова, масло и мясо. К началу 1898 года в губернии было паровых судов 40, в 1165 регистровых тонн, парусных 115, в 8386 регистровых тонн.
С севера на юг губернию пересекает железная дорога, проходящая через город Санкт-Михель.

## Образование
В 1896 — 1897 годах народных школ сельских было 88, все финские; из них для мальчиков 16, для девочек 16, смешанных 56; учеников было 3898, в том числе мальчиков 2216, девочек 1682; кроме того, в городах имеются лицей, реальный лицей, 5 средних школ для девочек, 13 других школ и 3 низших ремесленных, 1 для глухонемых. Бедных, пользовавшихся поддержкой общин, было в 1897 году 5866 человек, или 3,15 % населения; израсходовано на них 229 470 марок, или по 1,23 марки на 1 жителя.
Доходы и расходы (кроме помощи бедным) общин равнялись в 1897 году 391 290 и 406 284 марок.

## Источник
- Санкт-Михельская губерния // Энциклопедический словарь Брокгауза и Ефрона : в 86 т. (82 т. и 4 доп.). — СПб., 1890—1907.
- Санкт-Михельская губерния // Малый энциклопедический словарь Брокгауза и Ефрона. — 2-е изд., вновь перераб. и значит. доп. — Т. 1—2. — СПб., 1907—1909.
- С. Михельская губерния. — 1851. — 45 с.